# OpenMediaVault
OpenMediaVault (OMV) is een vrije network-attached storage-server met ondersteuning voor CIFS (Samba), FTP, NFS, rsync, AFP, iSCSI en S.M.A.R.T.. Er is ook een lokale gebruikersauthenticatie ingebouwd en er is ook ondersteuning voor RAID (0, 1 en 5). OpenMediaVault is voorzien van een webgebaseerde configuratie-interface. 
OpenMediaVault kan geïnstalleerd worden op een CompactFlash-kaart, een USB-stick of een harde schijf. Het wordt echter ten sterkste afgeraden om op een USB-stick of CompactFlash-kaart te installeren vanwege de regelmatige schrijfbewerkingen van het besturingssysteem en de korte levensduur van zulke opslagmedia.
Indien toch een USB-interface gewenst is als systeemschijf biedt een normale (notebook) harde schijf of SSD via een USB-adapter of behuizing een alternatief. USB-sticks met SLC-flash zijn ook mogelijk hoewel deze veel zeldzamer en iets duurder dan hun op MLC-gebaseerde varianten zijn. Indien in dit geval een SSD gebruikt wordt, is een USB 3.0-behuizing met USB Attached SCSI - UAS(P) - aangewezen en dit voor recente versies van OpenMediaVault die minstens Linuxkernelversie 3.15 gebruiken.
In het geval van de harde schijf kan deze standaard alleen gebruikt worden voor het besturingssysteem en kunnen bestanden er niet op opgeslagen worden. Mits manueel aanpassen van de partitie-indeling met bijvoorbeeld een GParted live-cd kan een bijkomende partitie aangemaakt voor dataopslag.
De webgebaseerde interface en de PHP-scripts zijn gebaseerd op TrueNAS. OpenMediaVault is vrijgegeven onder de GNU General Public License.